# WASP-66
WASP-66，又名TYC 7193-1804-1，是一顆像太陽的恆星，其光譜型為F4，位於唧筒座。它的視星等為11.6，對肉眼來說太黯淡了，因此不能看見。它有一顆質量為木星2.3倍的行星，需要4天才能圍繞它一週，於2012年以凌日法發現。